# Action du 7 février 1813
Guerre de la sixième coalition
L'action du 7 février 1813 est un combat naval pendant lequel deux frégates de la marine française et de la Royal Navy britannique, l’Aréthuse et le HMS Amelia, s’engagent dans une bataille dans l’océan Atlantique aux îles de Loos, au large de la Guinée.

## Contexte
Après la victoire britannique pendant la campagne de l'île Maurice entre 1809 et 1811, toutes les possessions impériales françaises dans l’océan Indien sont contrôlées par les Britanniques. Le Premier Empire a déjà perdu l’usage du Cap en 1806 après les batailles de Blaauwberg, et de Batavia en 1811 avec l’invasion britannique de Java. Ainsi, en 1813, la marine française ne dispose pas des bases avancées dont elle a besoin pour soutenir l’escadre de frégates de raid de commerce qu’elle a opérée au cours de la décennie précédente. Il est donc décidé d’envoyer une force sur la côte ouest de l’Afrique pour perturber les navires britanniques plus près de la métropole, tout en étant suffisamment éloignés pour être hors de portée des puissantes divisions navales britanniques qui bloquent la Manche et le golfe de Gascogne. À cette fin, une division de frégates est donnée au capitaine Pierre Bouvet, un commandant de frégate habile, vétéran de la campagne de l'île Maurice, chef des forces françaises pendant la seconde moitié de la bataille de Grand Port. L’escadre est composée de la frégate l’Aréthuse, sous les ordres de Bouvet lui-même et du Rubis, sous les ordres du commandant Louis-François Ollivier,. Une autre escadre de deux frégates, composée de l’Elbe et de l’Hortense, doit effectuer la même mission avec un intervalle de deux semaines.
Le 25 novembre 1812, la flotte de Bouvet part de Nantes, passe le blocus britannique et établit une station au nord-est des Açores. Les frégates continuent ensuite à naviguer au large de Madère et du Cap-Vert,. Au cours du mois de janvier, en raison de vents et des symptômes préliminaires d’une épidémie de fièvre, Bouvet décide de naviguer vers le sud avec deux prises, le cotre britannique Hawk et le navire négrier portugais Serra pour jeter l’ancre aux Îles de Loos, au large de la Sierra Leone,,. Le 27 janvier, les frégates et leurs prises arrivent en vue des îles lorsque le brick HMS Daring sous le commandement du lieutenant William Pascoe, fait son apparition. Prenant les frégates françaises pour des croiseurs anglais, le Daring lance un bateau vers le Rubis, qui modifie sa route pour l'intercepter. À l’approche de la frégate, l’équipage se rend compte de son erreur et tente de s’enfuir, en vain. Interrogeant ses prisonniers, Ollivier apprend l’identité de son adversaire et se lance à sa poursuite. Désespérément en infériorité numérique et en armement, Pascoe lance son brick sur la côte, à la pointe nord-ouest de Tamara et le saborde. Les magasins du Daring explosent à 17 heures et les frégates françaises jettent l’ancre une heure plus tard.
À terre, les Français ramassent des fruits, se réapprovisionnent en eau douce et recueillent des renseignements sur le déploiement britannique. La base de Sierra Leone comprend deux frégates et plusieurs corvettes, mais seul le HMS Amelia est ancré dans la baie à ce moment-là. Après six jours de réparations et de ravitaillement, l’Aréthuse et le Rubis sont prêts pour une expédition de six mois. Pour se décharger de ses prisonniers et de ses prises, Bouvet rend le Serra aux Portugais et le 29 janvier, les Britanniques sont libérés sur parole et envoyés en Sierra Leone sur le Hawk. Bouvet part le 4 février. Entre temps, le 29 janvier, le lieutenant Pascoe est arrivé à Freetown avec quelques-uns de ses hommes, et il a informé l'Amelia de la présence de ce qu’il croyait être trois frégates françaises à Tamara. Le Hawk arrive le soir même avec les prisonniers en liberté conditionnelle, confirmant le récit de Pascoe. Elle est alors équipée d’un bateau d’Amelia et envoyée en reconnaissance de l’escadre française. S’étant porté volontaire, Pascoe revient avec, cette fois, une description précise de la division française, y compris les noms des frégates et de leur prise. Le 3 février, à 10 heures et demie, l’Amelia quitte son mouillage et prend la direction des îles de Loos pour intercepter l’escadre française.
Aux Îles de Loos, l’Aréthuse a, au départ, manœuvré pour attraper le vent et heurté le fond, brisant son gouvernail et forçant l’escadron à jeter l’ancre sur place. Cette nuit-là, une violente tempête éclate et les deux frégates rompent leurs amarres. L’Aréthuse réussit à éviter de s’échouer à l’aide d’un gouvernail de fortune et se trouve au matin à douze milles au nord-ouest de Tamara. Bouvet jette l’ancre dès qu’il trouve le fond pour réparer son gouvernail. Entre-temps, le Rubis s’est échoué sur le rivage de Tamara. À dix heures, elle tire des coups de détresse et des signaux. L'Aréthuse lance sa chaloupe pour l’aider, mais ne peut manœuvrer sans son gouvernail. La chaloupe transporte deux pompes supplémentaires au Rubis, mais revient avec la nouvelle que le navire est irrécupérable et que son équipage est transféré sur le Serra. La nuit suivante, la coque du Rubis échoué se brise sous le coup des vagues. Le commandant Ollivier le saborde par le feu et embarque son équipage sur le Serra,. Le 5 janvier, vers 20 heures, l'Amelia aperçoit une étrange voile faisant des signaux nocturnes qui, le lendemain matin, s’avère être le Princess-Charlotte, une goélette du gouvernement de Sierra Leone. L'Amélia aperçoit l’escadre française une demi-heure plus tard et envoie le Princess-Charlotte en Sierra Leone pour ordonner à tout navire de guerre britannique de lui venir en aide immédiatement. Il observe alors ce qui est considéré comme une prise en train d’être déchargée dans l’une des frégates, mais c’est en fait le Rubis qui transfère son équipage sur le Serra et la deuxième frégate au loin.

## Déroulement

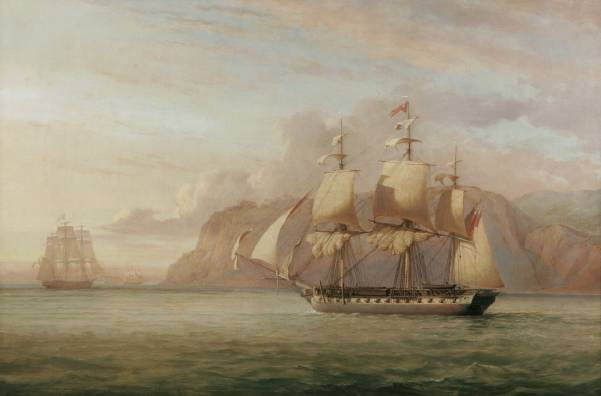
Le HMS Amelia poursuivant la frégate française Aréthuse 1813, John Christian Schetky, 1852, château de Norwich.

Dans la matinée du 6 février, alors que l'Aréthuse achève ses réparations, le HMS Amelia apparaît. Bouvet met les voiles à sa rencontre et le soir, les frégates naviguent sur des routes parallèles. Comme Irby n’est pas au courant de la destruction du Rubis, il tente d’attirer l'Aréthuse loin de sa conserve pour empêcher les deux frégates françaises de se soutenir mutuellement. L'Aréthuse ayant un léger avantage et espérant renverser son adversaire pendant la nuit, Bouvet hisse les couleurs françaises et tire une caronade. L'Amelia répond en hissant l’Union Jack et en tirant un coup de feu. À l’aube, un brouillard cache les frégates les unes aux autres et Bouvet ne peut engager le combat. Le lendemain matin, l'Aréthuse se trouve seule sur la mer et Bouvet suit la route qu’il suppose que l'Amélia a prise. Vers onze heures, il apparaît à l’horizon et l'Aréthuse met toutes voiles pour se lancer à sa poursuite. Les frégates ont avancé toute la journée et à 19 heures trente, Irby décide qu’il est assez loin pour éviter l’interférence du Rubis et l'Amelia se retourne pour affronter son adversaire. L'équipage de l'Aréthuse est renforcé par celui du Daring.

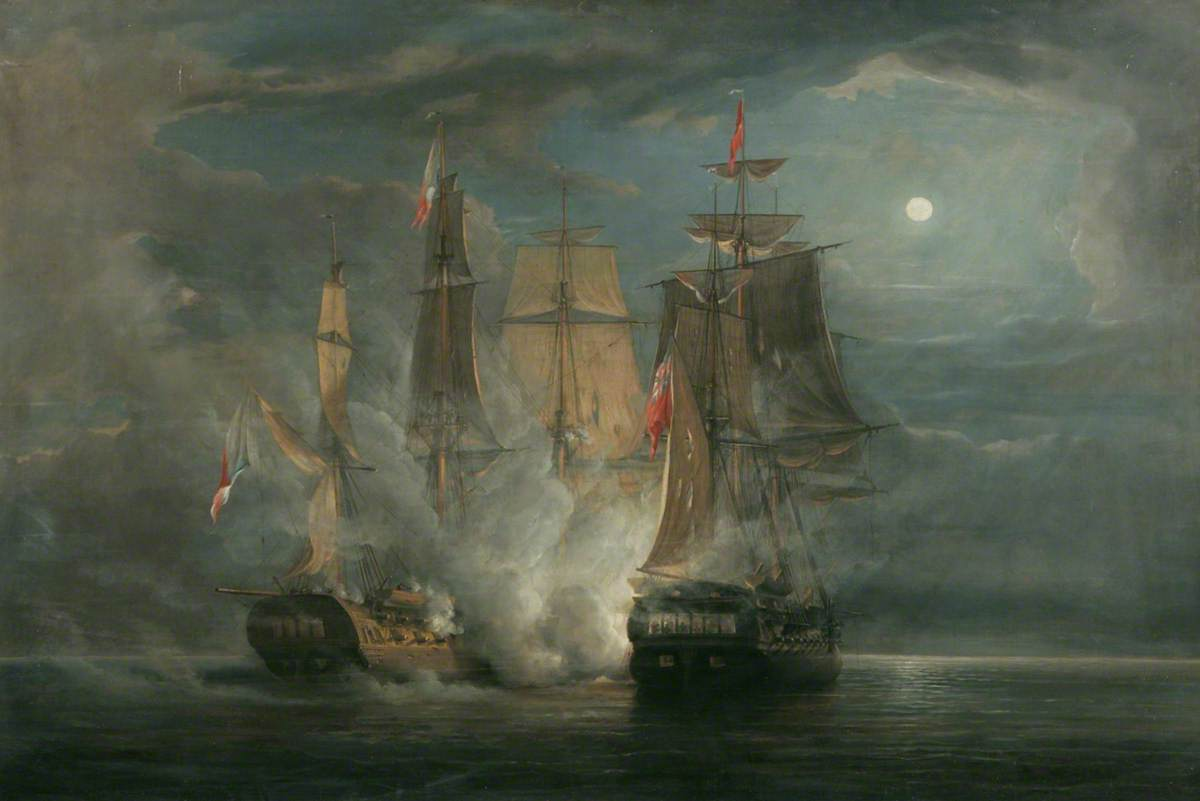
Le HMS Amelia et la frégate française Aréthuse en action en 1813, John Christian Schetky, 1852, château de Norwich.

Les frégates se sont rapprochées à portée de pistolet sans ouvrir le feu. Alors qu'elles se croisent, l'Aréthuse s’approche et tire sa bordée sur l'Amelia, coupant les entretoises de son hunier. L'Amelia répond de la même manière, puis vire et diminue brusquement sa vitesse, son bossoir touchant l'Aréthuse à tribord. L'Aréthuse tire une autre bordée à bout portant et pendant l’heure et demie qui suit, les deux frégates restent enchevêtrées, échangeant des salves ; les artilleurs des deux camps arrachent les refouloirs de leurs adversaires et se battent au sabre d’un sabord mais aucun des deux camps ne tente d’aborder l’autre,. Après 90 minutes de canonnade et de coups de feu, le capitaine Irby et ses deux lieutenants, John James Bates et John Pope sont blessés. Le troisième lieutenant, George Wells est tué peu de temps après avoir pris le commandement et le maître de manœuvre d'Amelia, Anthony De Mayne le remplace,. Ensuite, Bouvet tente un abordage pour précipiter l’issue du combat, mais, avec ses lignes d’écoute coupées par des tirs, il ne peut manœuvrer,. À 21 heures, les frégates se séparent. La canonnade se poursuit jusqu’à 23 heures, lorsque les frégates perdent le contact. Bientôt, un épais brouillard cache à nouveau les frégates les unes des autres et ce n’est que le lendemain matin que l'Amelia est repéré à nouveau. Selon le rapport de Bouvet, l'Aréthuse tente de la poursuivre, mais en vain,.

## Conséquences
L'Aréthuse compte 20 morts et 98 blessés dans ses rangs, tandis que l'Amelia a 51 morts et 90 blessés,. Bouvet navigue jusqu’à Tamara où il rejoint le Serra et l’équipage du Rubis le 10. Le Serra est pris en remorque pendant quelques jours avant que Bouvet ne le saborde par le feu au large de Madère, alors qu’il retarde l'Aréthuse. Ce dernier retourne à Saint-Malo sans autre rencontre ; le navire y arrive le 19 avril 1813. Au cours de leur mission, le Rubis et l'Aréthuse ont capturé dix prises. Irby navigue vers l’Angleterre, où il a ordre de se rendre avant la bataille pour rapatrier des marins malades. Il arrive à Spithead le 22 mars transportant de grandes quantités d’or. Le ministre français de la Marine, Decrès, dresse un bilan mitigé des événements. Sans doute à cause de ces avis mitigés, Bouvet reçoit le grade d’officier dans la Légion d’honneur, le 2 juillet, mais n'est ni promu contre-amiral, ni fait baron de l’Empire, comme cela a été demandé en sa faveur.